# 66
سنة 66 م (بالأرقام الرومانية: LXVI) كانت سنة بسيطة تبدأ يوم الأربعاء (الرابط يظهر نموذج الجدول الزمني الكامل للسنة) من التقويم اليولياني. بدأت تسمية السنة ب66 منذ العصور الوسطى المبكرة، عندما أصبح تقويم أنو دوميني هو الأسلوب السائد في أوروبا لتسمية السنوات.

## أحداث
- بداية الثورة اليهودية الكبرى في 66 والتي انتهت في 73.

## وفيات
- بترونيوس